# Unione Sportiva Tempio 1988-1989
Questa voce raccoglie le informazioni riguardanti  l'Unione Sportiva Tempio nelle competizioni ufficiali della stagione 1988-1989.

## Rosa
| N. |                   | Ruolo | Calciatore             |
| -- | ----------------- | ----- | ---------------------- |
|    | Italia (bandiera) | D     | Enrico Barone          |
|    | Italia (bandiera) | D     | Franco Caracciolo      |
|    | Italia (bandiera) |       | Carboni                |
|    | Italia (bandiera) | C     | Antonio Carucci        |
|    | Italia (bandiera) | P     | Enrico Cat-Berro       |
|    | Italia (bandiera) | A     | Pierluigi Corellas     |
|    | Italia (bandiera) | C     | Alessandro Di Vincenzo |
|    | Italia (bandiera) | C     | Marco Ferrari          |
|    | Italia (bandiera) | A     | Francesco Fiori        |
|    | Italia (bandiera) | C     | Antonio Gambino        |
|    | Italia (bandiera) | D     | Giovanni Gregorio      |

| N. |                   | Ruolo | Calciatore         |
| -- | ----------------- | ----- | ------------------ |
|    | Italia (bandiera) | D     | Mino Marchesini    |
|    | Italia (bandiera) | C     | Andrea Mitri       |
|    | Italia (bandiera) | C     | Marcello Nicolai   |
|    | Italia (bandiera) | C     | Paolo Orecchioni   |
|    | Italia (bandiera) | A     | Marcello Porciatti |
|    | Italia (bandiera) | D     | Paolo Rosa         |
|    | Italia (bandiera) | C     | Marco Sanna        |
|    | Italia (bandiera) | D     | Riccardo Spini     |
|    | Italia (bandiera) | A     | Antonio Trudu      |
|    | Italia (bandiera) | P     | Pasquale Visconti  |